# Giáp trụ Việt Nam

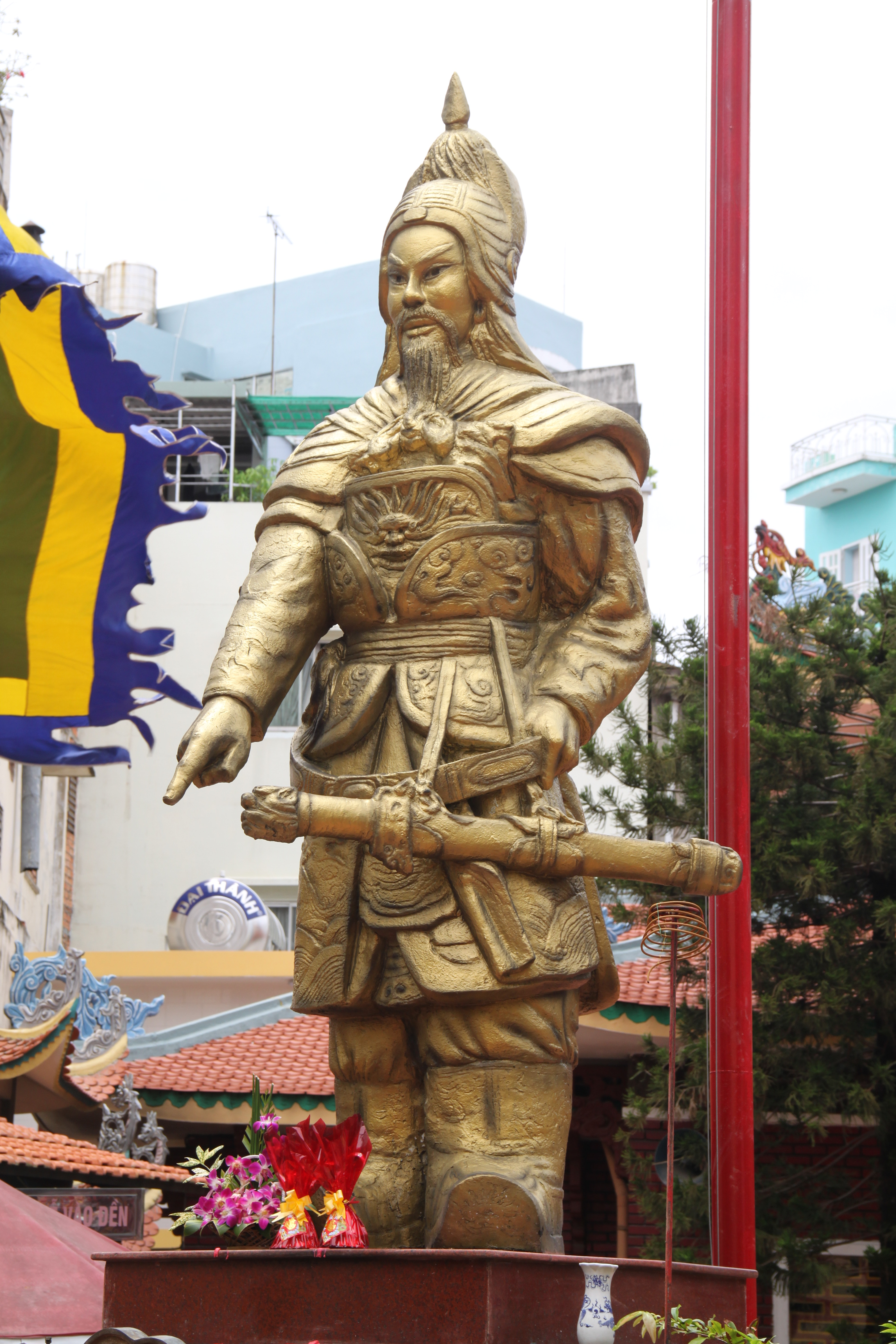
Tượng Hưng Đạo Vương với giáp trụ kiểu Việt Nam

Giáp trụ Việt Nam (越兵盔甲 hoặc 安南甲服: Việt binh khôi giáp hay An Nam giáp phục) hay còn gọi là Võ phục là các loại giáp phục, mũ trụ được trang bị cho tướng lĩnh và binh sĩ thời phong kiến của Việt Nam và có thể là từ thời vua Hùng. Lịch sử hình thành những chiếc áo giáp lâu đời của Việt Nam đã tồn tại kéo dài hơn hai thiên niên kỷ. Tuy nhiên, do thiếu thốn về những thư tịch, tư liệu lịch sử và ngân sách cho các nghiên cứu khảo cổ học, những bằng chứng này đã trở nên hiếm hoi và cũng gây nên những tranh luận về hình dáng thật sự của những tấm chiến giáp này.
Những mô tả về giáp trụ Việt Nam được biết qua những di chỉ khảo cổ học, các ghi chép trong sử sách, những bức tượng, bức phù điêu, tranh vẽ thời xưa còn sót lại. Các loại áo giáp và mũ trụ được trang bị khá hạn chế trong quân đội ở Việt Nam thời xưa. Đại đa số vẫn là giáp loại nhẹ và được làm từ da thú vì ngân sách cho binh bị eo hẹp, không trang bị hết áo giáp cho ba quân. Ngoài ra, cách dụng binh của người Việt vẫn là đánh du kích, cơ động, đặt phục binh tiêu hao địch nên các đội quân coi trọng tính linh hoạt, gọn nhẹ, sẵn sàng tác chiến nhanh trên địa hình rừng núi, sông ngòi nên ít coi trọng việc trang bị áo giáp và mũ trụ bằng sắt cho binh lính.

## Thời cổ đại
Việc hoàn toàn không có các ghi chép lịch sử bản địa và thiếu các chi tiết trong các ghi chép của Trung Quốc về cùng thời đại đã khiến việc theo dõi sự phát triển của áo giáp ở Việt Nam thời kỳ đồ đồng và đồ sắt rất khó khăn. Thay vào đó, bằng chứng khảo cổ là nguồn duy nhất để nghiên cứu áo giáp Việt Nam cổ đại. Loại áo giáp phổ biến nhất được tìm thấy ở miền Bắc Việt Nam là hộ tâm kính (护心镜, hùxīnjìng), thực tế là một tấm kim loại hoặc gỗ hình vuông hoặc hình chữ nhật được gắn chặt vào ngực của chiến binh. Loại áo giáp này có thể giúp tăng khả năng bảo vệ tối thiểu trước các đòn chém và đòn liếc cũng như những mũi tên. Để bảo vệ chân tay, có những chiếc vòng bằng đồng và vòng đệm, đôi khi có hình dạng giống như nhiều vòng cuộn quanh cẳng tay và chân của người đeo mặc dù chúng được đúc thành từng mảnh. Ít phổ biến hơn là áo giáp dạng phiến, bao gồm các vảy kim loại nhỏ được gắn chặt với nhau để đồng thời tạo tính bảo hộ và tính linh hoạt.
Bộ giáp vảy sắt (giáp phiến) vẫn chưa được tìm thấy nhưng các vảy riêng lẻ đã được phát hiện với số lượng khá lớn. Mỗi chiếc cân chỉ có 2 lỗ để một đoạn dây chui qua, cho thấy phương pháp thiết kết có thể khác với các kiểu giáp trụ của Trung Quốc và Triều Tiên. Người ta vẫn chưa hiểu liệu các loại giáp lam và hộ tâm kiếng được sử dụng cùng nhau hay được đeo riêng biệt. Nhiều ý kiến cho rằng, Việt Nam là xứ nóng nên quân trang không có áo giáp, mũ trụ và nếu có thì cũng không phải trọng giáp hay cầu kỳ về kiểu dáng, chất liệu. Thế kỷ 3 đến thế kỷ 19 thì trái ngược với thời kỳ cổ đại, những bằng chứng vật chất của thời kỳ Trung cổ và Tiền hiện đại của Việt Nam được tìm thấy cho đến nay là cực kỳ hiếm. Kiến thức về sự tồn tại của họ hầu như chỉ có được thông qua các miêu tả trong các văn bản và nghệ thuật lịch sử. 

## Thời phong kiến
Sử nhà Tống cho biết vào năm 981, nhà Tống chiến thắng An Nam và thu hàng vạn bộ áo giáp làm chiến lợi phẩm. Trong giai đoạn tiền Lý và nhà Lý sau này áo giáp và mũ trụ đã được trang bị cho quân đội. Tống sử có chép: "Trận chiến giữa Tống và Đại Cồ Việt năm 981, quân Tống chiến thắng và thu được 200 chiến thuyền cùng 1 vạn bộ giáp trụ của Đại Cồ Việt". Sách Toàn thư cũng ghi lại: "Mùa xuân năm 1002, vua Lê Đại Hành xuống chiếu chế tạo hàng nghìn mũ trụ cho sáu quân". Áo giáp được chế tạo từ nhiều loại vật liệu khác nhau. Vật liệu được biết đến nhiều hơn là sắt và da. Lãnh binh Nguyễn Nộn mặc một bộ đồ bằng sắt nhưng đã không bảo vệ được ông khỏi một cú đâm vào lưng. 

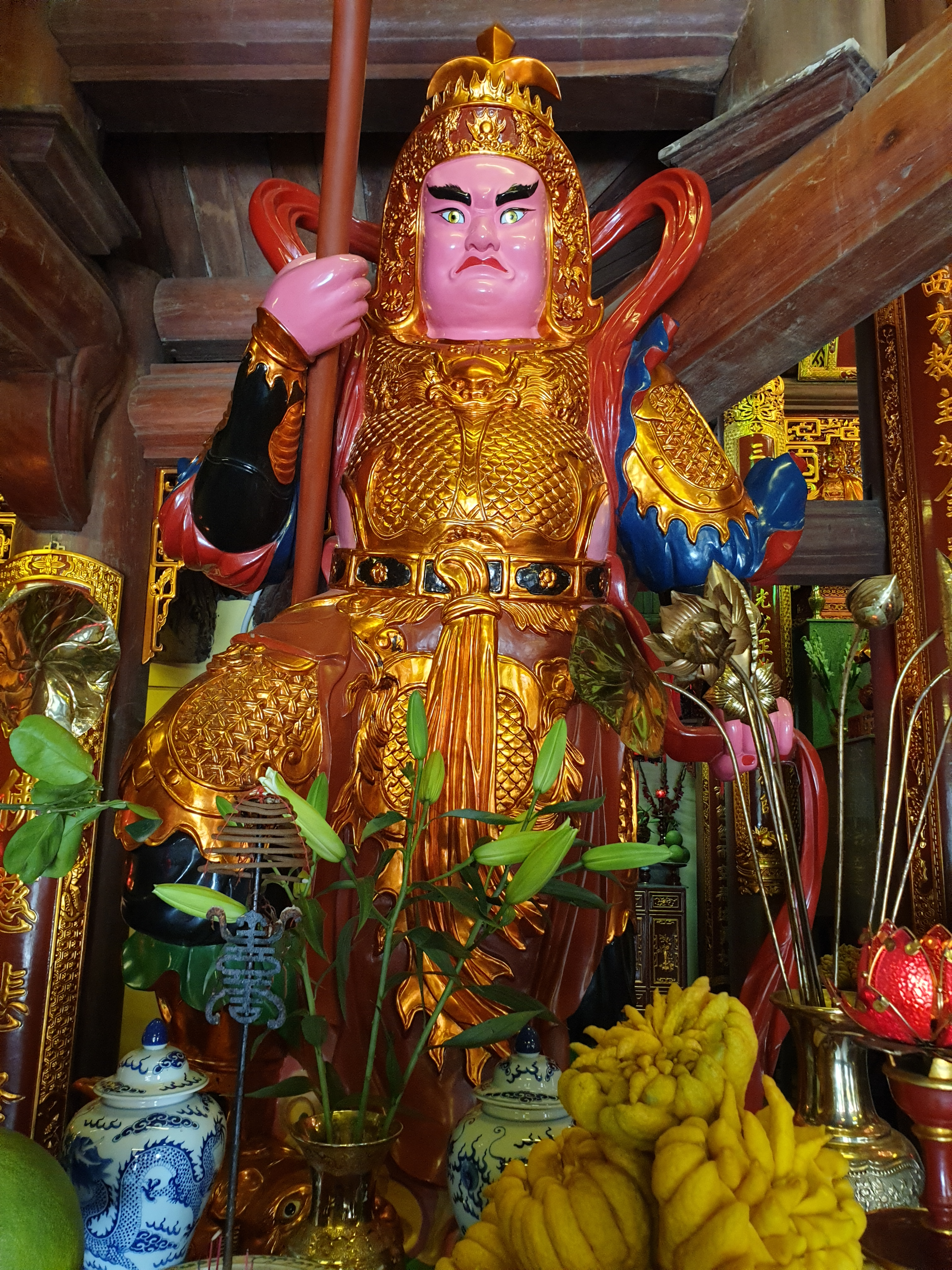
Giáp trụ của một hộ pháp trong Linh Phong Thiền tự ở Bà Nà

Các loại giáp trụ chỉ được trang bị cho tướng lĩnh và một số đội quân tinh nhuệ, vào năm 974 vua Đinh Tiên Hoàng định ra Thập đạo quân, lệnh cho binh lính các đạo đều đội mũ Tứ Phương Bình Đính, mũ này được mô tả là "làm bằng da, đỉnh mũ phẳng, bốn bên khâu giáp lại, trên hẹp, dưới rộng", kiểu dáng mũ này đến thời Hậu Lê vẫn còn dùng, chiếc mũ này được sử dụng trong thời gian khá dài, từ nhà Lý đến nhà Hậu Lê và được xem là một loại mũ quân trang. 
Vào thời nhà Trần, trang phục quân đội không có sự thay đổi nhiều và vẫn kế thừa từ triều Lý và các triều đại trước. Đến triều Hậu Lê, cùng với việc cải cách trang phục của vua và bá quan, quân phục quân đội nhà Hậu Lê cũng xuất hiện một số kiểu dáng áo, mũ và giáp trụ mới. Năm 1470, vua Lê Thánh Tông hạ lệnh cấm dân gian chế tạo và buôn bán các loại nón dùng trong quân đội như nón màu trắng ngà, nón da, nón Thủy ma và nón son của quân túc vệ.
Thời vua Lê Hiến Tông quy định rằng quan võ tứ, ngũ phẩm thì đội nón bạc, quan võ lục phẩm trở xuống đội nón son. Các đơn vị quân cấm vệ đều đội mũ bạc, có thể có những loại trang sức như ngù lông đỏ, hoa quỳ vàng, hoa quỳ đỏ gắn trên trán và tai mũ. Các loại giáp trụ thời kỳ này hiện có quá ít tư liệu mô tả về kiểu dáng, chất liệu. Chỉ còn căn cứ vào các lăng mộ của vua quan tướng lĩnh triều Lê đều có tượng tướng sỹ mặc giáp trụ đứng canh gác, mô thức tạo tượng gần như đồng nhất. Điều này cho thấy quân trang của binh lính triều Lê có quy chế về giáp trụ riêng biệt của triều đại mình.
Nhà Nguyễn thì đã trang phục cho quân đội được quy chuẩn hóa hơn so với các triều trước. Các loại áo giáp không còn được sử dụng do thời này hỏa khí đã xuất hiện khá phổ biến dù còn thô sơ. Trước sức mạnh của hỏa khí, đặc biệt là pháo binh thì áo giáp gần như không còn nhiều tác dụng bảo vệ cho binh lính trên chiến trường nên đã bị loại hẳn ra khỏi trang bị cho quân đội. Triều Nguyễn có quy định khá rõ ràng quân phục cho các sắc lính và khác biệt giữa võ quan và binh lính. Quân cấp dịch ở tỉnh gọi là tỉnh binh, đội nón nứa, nón nhỏ chỉ đủ che đầu, quết sơn màu vàng, chỏm cắm lông gà. Áo dùng loại dệt len màu đỏ, viền màu lục, ống tay màu lục. Lính ở phủ, huyện gọi là phủ binh, huyện binh, đội nón quết sơn màu lục, màu đen, cắm lông gà, áo sùng vải đen, viền đỏ, ống tay màu đỏ.